# Lepanthes hystrix
Lepanthes hystrix är en orkidéart som beskrevs av Carlyle August Luer och Alexander Charles Hirtz. Lepanthes hystrix ingår i släktet Lepanthes och familjen orkidéer. Inga underarter finns listade i Catalogue of Life.